# Исмет Крцић
Исмет Крцић (Плав, 27. децембар 1936) је црногорски певач народне музике. Рођен је у Плаву, а детињство је провео у Беранама. Након средње школе, одлази у Београд на студије где започиње своју музичку каријеру. Познат је по својим обрадама традиционалних црногорских песама попут "Ој ђевојко Милијана" и "Још не свиће рујна зора". Појављивао се у југословенским ТВ емисијама крајем 60их, и почетком 70их. 
Са естрадне сцене се повукао 1992. а као разлог такве одлуке је навео распад Југославије. Носилац је бројних награда и признања, од којих су најзначајније Естрадна награда Југославије, и Златни грб Црне Горе за животно дело.

## Фестивали
- 1965. Београдски сабор - Црногорка
- 1967. Фестивал, Јесен - Ђетићи
- 1967. Београдски сабор - Црногорско оро
- 1968. Фестивал, Јесен - Мајко црногорска
- 1969. Илиџа - Девојачке сузе
- 1969. Београдски сабор - Јабука од злата
- 1970. Београдски сабор - Црне Горе син
- 1971. Илиџа - Горски цвијет
- 1972. Илиџа - Од Ловћена до Комова
- 1972. Београдски сабор - Ој, Которска Боко мила
- 1973. Илиџа - Виситоре и Плавска језера
- 1973. Београдски сабор - Момачка
- 1974. Илиџа - Ој, поносни Титограде
- 1975. Београдски сабор - Тридесет љета
- 1978. Хит парада - Стари џефердар
- 1983. Илиџа - Црногорско натпјевавање (дует са Бранком Шћепановић)
- 1983. Хит парада - Заљуби се момче Црногорче
- 1985. Хит парада - Пустио сам бркове

## Дискографија
- Исмет Крцић, 1970, ПГП РТБ[4]
- Још не свиће рујна зора, 1979, Југотон[4]
- Исмет, 1981, ПГП РТБ[4]
- Свака ти част, 1984, ПГП РТБ[4]